# Pokal Nogometne zveze Slovenije 1996-1997
La Pokal Nogometne zveze Slovenije 1996./97. (in lingua italiana: Coppa della federazione calcistica slovena 1996-97) fu la sesta edizione della coppa nazionale di calcio della Repubblica di Slovenia.
Vi parteciparono tutte le squadre slovene. Nei primi turni si sfidarono le squadre minori, quelle nelle associazioni inter-comunali (MNZ, "Medobčinske nogometne zveze"), fino ad arrivare alla fase finale, con l'entrata dei club della 1. SNL 1995-1996, dai sedicesimi di finale in poi.
A vincere fu il Maribor, al suo terzo titolo nella competizione. Avendo i viola conquistato anche il campionato, l'accesso alla Coppa delle Coppe 1997-1998 andò alla finalista sconfitta, il Primorje.

## Partecipanti
Le 10 squadre della 1. SNL 1995-1996 sono ammesse di diritto. Gli altri 22 posti sono stati assegnati attraverso le coppe inter-comunali.
| Ammesse di diritto                                                                                                   | Coppe inter–comunali | Coppe inter–comunali  | Coppe inter–comunali | Coppe inter–comunali |
| Ammesse di diritto                                                                                                   | Associazione         | Squadre               | Squadre              | Squadre              |
| --- | -------------------- | --------------------- | -------------------- | -------------------- |
| - Beltinci - Celje - Gorica - Izola - Korotan Prevalje - Maribor - Mura - Olimpia Lubiana - Primorje - Rudar Velenje | MNZ Lubiana          | NK Lubiana            | Slavija Vevče        | Mengeš               |
| - Beltinci - Celje - Gorica - Izola - Korotan Prevalje - Maribor - Mura - Olimpia Lubiana - Primorje - Rudar Velenje | MNZ Maribor          | Železničar Maribor    | Akumulator Mežica    | Kovinar Maribor      |
| - Beltinci - Celje - Gorica - Izola - Korotan Prevalje - Maribor - Mura - Olimpia Lubiana - Primorje - Rudar Velenje | MNZ Celje            | Šentjur               | Šmartno ob Paki      |                      |
| - Beltinci - Celje - Gorica - Izola - Korotan Prevalje - Maribor - Mura - Olimpia Lubiana - Primorje - Rudar Velenje | MNZ Capodistria      | Jadran Hrpelje-Kozina | Ankaran Hrvatini     |                      |
| - Beltinci - Celje - Gorica - Izola - Korotan Prevalje - Maribor - Mura - Olimpia Lubiana - Primorje - Rudar Velenje | MNZ Nova Gorica      | Renče                 | Komen                |                      |
| - Beltinci - Celje - Gorica - Izola - Korotan Prevalje - Maribor - Mura - Olimpia Lubiana - Primorje - Rudar Velenje | MNZ Murska Sobota    | Veržej                | Bakovci              | Goričanka Rogašovci  |
| - Beltinci - Celje - Gorica - Izola - Korotan Prevalje - Maribor - Mura - Olimpia Lubiana - Primorje - Rudar Velenje | MNZ Lendava          | Nafta                 | Odranci              |                      |
| - Beltinci - Celje - Gorica - Izola - Korotan Prevalje - Maribor - Mura - Olimpia Lubiana - Primorje - Rudar Velenje | MNZ Goreniska-Kranj  | Triglav               | Naklo                |                      |
| - Beltinci - Celje - Gorica - Izola - Korotan Prevalje - Maribor - Mura - Olimpia Lubiana - Primorje - Rudar Velenje | MNZ Ptuj             | Drava Ptuj            | Aluminij             | Središče ob Dravi    |

## Sedicesimi di finale
| Squadra 1             | Risultato             | Squadra 2          |
| --------------------- | --------------------- | ------------------ |
| Beltinci              | 1 – 3                 | Olimpia Lubiana    |
| Akumulator Mežica     | 0 – 13                | Gorica             |
| Veržej                | 1 – 7                 | Mura               |
| Mengeš                | 0 – 5                 | Maribor            |
| Aluminij              | 3 – 3 (dts) (4-3 dtr) | NK Lubiana         |
| Renče                 | 1 – 4                 | Rudar Velenje      |
| Goričanka Rogašovci   | 1 – 7                 | Primorje           |
| Jadran Hrpelje-Kozina | 1 – 2                 | Korotan Prevalje   |
| Slavija Vevče         | 1 – 7                 | Celje              |
| Naklo                 | 1 – 0                 | Triglav            |
| Izola                 | 0 – 3                 | Odranci            |
| Bakovci               | 1 – 2                 | Železničar Maribor |
| Nafta                 | 4 – 0                 | Ankaran Hrvatini   |
| Šentjur               | 2 – 0                 | Kovinar Maribor    |
| Komen                 | 1 – 4                 | Drava Ptuj         |
| Središče ob Dravi     | 0 – 6                 | Šmartno ob Paki    |

## Ottavi di finale
| Squadra 1          | Risultato             | Squadra 2        |
| ------------------ | --------------------- | ---------------- |
| Šentjur            | 1 – 2                 | Celje            |
| Rudar Velenje      | 3 – 3 (dts) (3-4 dtr) | Maribor          |
| Gorica             | 1 – 3                 | Mura             |
| Naklo              | 1 – 5                 | Olimpia Lubiana  |
| Železničar Maribor | 1 – 3 (dts)           | Korotan Prevalje |
| Šmartno ob Paki    | 5 – 2                 | Odranci          |
| Aluminij           | 3 – 1                 | Drava Ptuj       |
| Nafta              | 0 – 1 (dts)           | Primorje         |

## Quarti di finale
| Squadra 1       | Totale | Squadra 2        | Andata | Ritorno |
| --------------- | ------ | ---------------- | ------ | ------- |
| Olimpia Lubiana | 6 – 1  | Celje            | 1 – 0  | 5 – 1   |
| Mura            | 2 – 0  | Šmartno ob Paki  | 1 – 0  | 1 – 0   |
| Maribor         | 6 – 1  | Korotan Prevalje | 3 – 1  | 3 – 0   |
| Aluminij        | 1 – 6  | Primorje         | 0 – 3  | 1 – 3   |

## Semifinali
| Squadra 1 | Totale | Squadra 2       | Andata | Ritorno |
| --------- | ------ | --------------- | ------ | ------- |
| Maribor   | 4 – 2  | Olimpia Lubiana | 2 – 2  | 2 – 0   |
| Mura      | 2 – 3  | Primorje        | 1 – 0  | 1 – 3   |

## Finale
| Squadra 1 | Totale | Squadra 2 | Andata | Ritorno |
| --------- | ------ | --------- | ------ | ------- |
| Primorje  | 0 – 3  | Maribor   | 0 – 0  | 0 – 3   |

### Andata
| Aidussina 4 giugno 1997, ore 17:00 | Primorje  | 0 – 0 referto | Maribor | Mestni stadion (1 000 spett.)\| Arbitro: \| Drago Kos \| |
| Arbitro:                           | Drago Kos |               |         |                                                          |

### Ritorno
| Arbitro: | Srečko Kandare |

|                                      |           |  |
| Karić 18’ Paço 24’ Ljubobratović 85’ | Marcatori |  |